# Sodavand
Sodavand er ikke-alkoholiske læskedrikke med kulsyre. Normalt er sodavand sødet med sukker for at skjule kulsyrens smag, men der findes også sodavand med kunstige sødemidler, såkaldte light-sodavand.
De mest kendte er Coca Cola og Pepsi.[kilde mangler]

## Historien
Der er for få eller ingen kildehenvisninger i dette afsnit, hvilket er et problem. Du kan hjælpe ved at angive troværdige kilder til de påstande, som fremføres.

I 1772 opfandt englænderen Joseph Priestley en metode til at opløse kuldioxid i vand. Den svenske kemiker Torbern Bergman havde i1771 opfundet stort set den samme metode.
Sodavand i den form, vi kender, blev opfundet i slutningen af 1800-tallet af amerikaneren John S. Pemberton. Han opfandt Coca Cola som medicin. Navnet Coca stammer fra indholdet af kokain, Cola fra indholdet af ekstrakt fra kolanødden.
Sodavand er i dag mere populært end nogensinde, og man har også kunnet se større flasker. Først blev sodavand solgt i 25, 35 eller 100 centiliters glasflasker. Men i 1990'erne kom plastflasker med 50 og 150 centiliter, og i dag kan man få sodavand i 3 liters flasker i USA.

## Kritik af sodavand
På grund af den lave pH og høje indhold af sukker kritiseres det for at skade tænderne. Sukkerfrie produkter kan ikke betragtes som sundere, da de har et højt indhold af syre.
En anden kritik af cola er, at det indeholder så store mængder fosforsyre, at de giver syreskader på tænderne.

### Kritik af sukkerfri sodavand med sødemidler
Sodavand, som markedsføres som "light" (let),  anses ofte for sundere end den almindelige sodavand, da de ofte er sødet med aspartam. Fordelen er, at produktet typisk indeholder færre kalorier end de sukkerholdige produkter. Selvom nogle frygter, at dette stof skulle være sundhedsskadeligt for mennesker, er der ikke videnskabeligt grundlag for det.
Sødemidlet aspartam er imidlertid et omdiskuteret produkt i medicinske kredse, og et studie udført på rotter har vist en sammenhæng mellem indtagelse af stoffet og fremkomsten af visse kræftformer. Diskussionen går på, at trods mulige skader kan de kun opstå ved indtagelse af store mængder aspartam, som ikke kan nås ved at drikke light sodavand.[kilde mangler]
Der er ikke fundet et kausalt link mellem asparatam og cancer , Det betyder, at både American Cancer Society og den danske Fødevarestyrelse afviser asparatam som en risiko. 
Endvidere skal  det være aldeles uskadeligt at indtage aspartam under den fastsatte grænseværdi på 40 mg/kg kropsvægt per dag. Dog er der lavet forskning med korrelation med bl.a. aspartam og andre tilsætningsstoffer, som tilsammen (synergivirkning) øger sandsynligheden for diabetes 2.
Indholdet af aspartam i en Coca Cola Zero er 58 mg per 240 ml, som cirka svarer til 80mg pr. dåse.
Beregningen af aspartams helbredsmæssige effekter stammer fra andre kilder som nogle slags tyggegummi og frugtyoghurt, sukkerfrit slik og bolsjer, light syltetøj, nogle slags is, desserter og nogle slanke- og diabetesprodukter.
Forsøg tyder på, at kunstige sødestoffer kan virke stimulerende sult hos omtrent 40% af befolkningen (hvilket formentlig kan tilskrives deres genetik), så man spiser mere, når man drikker sukkerfri sodavand.

## Forskellige slags sodavandssmag
- Abrikos
- Ananas
- Appelsin
- Citron
- Cola
- Grape
- Hindbær
- Lime
- Sportsvand